# Tom Vandervee
Tom Vandervee, né le 19 septembre 1970 à Lommel, est un joueur de football belge devenu entraîneur. Durant sa carrière de joueur, il jouait au poste de défenseur latéral droit.

## Carrière
Tom Vandervee effectue sa formation dans les équipes de jeunes du KFC Lommelse SK, le club de sa ville natale. En 1988, il intègre le noyau de l'équipe première, qui évolue alors en deuxième division. Il joue très peu durant ses deux premières saisons professionnelles, devant se contenter de cinq apparitions en championnat et une en Coupe. À partir de la saison 1990-1991, il gagne sa place de titulaire et inscrit son premier but en match officiel le 8 septembre 1990 contre le KSK Tongres. Il participe activement à la conquête du titre de champion la saison suivante, disputant toutes les rencontres du championnat. Il conserve sa place de titulaire dans l'équipe après la montée en Division 1, disputant plus de 140 rencontres en cinq ans pour son club.
En 1997, il rejoint les rangs du Germinal Ekeren, récent vainqueur de la Coupe de Belgique. Il y gagne directement une place de titulaire et participe à la Coupe des vainqueurs de coupe, où le club est éliminé en huitièmes de finale par le VfB Stuttgart, futur finaliste. le club termine troisième en championnat, le meilleur classement de son histoire, et dispute la finale de la Coupe de la Ligue 1997-1998, perdue face à Lommel. L'année suivante, il conserve sa place de titulaire et dispute une nouvelle finale de Coupe de la Ligue, à nouveau perdue, cette fois face à Saint-Trond. En 1999, le club déménage au stade olympique d'Anvers et effectue beaucoup de transferts. Tom Vandervee part alors à La Gantoise, un autre club de première division belge, mais ne parvient pas à s'y imposer, ne disputant que sept rencontres sur la saison.
En 2000, il effectue un pas en arrière dans sa carrière et s'engage avec le KFC Verbroedering Geel, relégué en deuxième division. Il n'y reste qu'un an puis rejoint Overpelt Fabriek, en Division 3. Il y joue deux saisons et décide ensuite de s'éloigner des terrains. Il revient au football en 2006, quand il signe un contrat avec le FC Verbroedering Meerhout, un club de troisième division. L'équipe est reléguée en Promotion en fin de saison et change de nom un an plus tard pour devenir le FC Verbroedering Geel-Meerhout. En 2010, il prend sa retraite définitive après avoir aidé le club à décrocher le titre de champion dans sa série, synonyme de retour en Division 3.
Dès la fin de sa carrière de joueur, Tom Vandervee est engagé comme entraîneur adjoint par Lommel United. Il occupe ce poste durant plusieurs saisons, assurant çà et là l'interim en tant qu'entraîneur principal. En mars 2016, il est toujours actif dans cette fonction.

## Palmarès
- 1 fois champion de Belgique de Division 2 en 1992 avec le KFC Lommelse SK.
- 1 fois champion de Belgique de Promotion en 2010 avec le FC Verbroedering Geel-Meerhout.

## Statistiques
| Saison                | Club                        | Championnat           | Championnat | Championnat | Coupe nationale | Coupe nationale | Coupe de la Ligue | Coupe de la Ligue | Supercoupe | Supercoupe | Compétition(s) continentale(s) | Compétition(s) continentale(s) | Compétition(s) continentale(s) | Total | Total |
| Saison                | Club                        | Division              | M.          | B.          | M.              | B.              | M.                | B.                | M.         | B.         | Comp.                          | M.                             | B.                             | M.    | B.    |
| 1988-1989             | KFC Lommelse SK             | Division 2            | 1           | 0           | 0               | 0               | 0                 | 0                 | 0          | 0          | -                              | 0                              | 0                              | 1     | 0     |
| 1989-1990             | KFC Lommelse SK             | Division 2            | 4           | 0           | 1               | 0               | 0                 | 0                 | 0          | 0          | -                              | 0                              | 0                              | 5     | 0     |
| 1990-1991             | KFC Lommelse SK             | Division 2            | 26          | 3           | 6               | 0               | 0                 | 0                 | 0          | 0          | -                              | 0                              | 0                              | 32    | 3     |
| 1991-1992             | KFC Lommelse SK             | Division 2            | 30          | 0           | 5               | 0               | 0                 | 0                 | 0          | 0          | -                              | 0                              | 0                              | 35    | 0     |
| 1992-1993             | KFC Lommelse SK             | Division 1            | 31          | 0           | 2               | 0               | 0                 | 0                 | 0          | 0          | -                              | 0                              | 0                              | 33    | 0     |
| 1993-1994             | KFC Lommelse SK             | Division 1            | 30          | 2           | 2               | 0               | 0                 | 0                 | 0          | 0          | -                              | 0                              | 0                              | 32    | 2     |
| 1994-1995             | KFC Lommelse SK             | Division 1            | 28          | 1           | 1               | 0               | 0                 | 0                 | 0          | 0          | -                              | 0                              | 0                              | 29    | 1     |
| 1995-1996             | KFC Lommelse SK             | Division 1            | 23          | 1           | 0               | 0               | 0                 | 0                 | 0          | 0          | -                              | 0                              | 0                              | 23    | 1     |
| 1996-1997             | KFC Lommelse SK             | Division 1            | 29          | 1           | 1               | 0               | 0                 | 0                 | 0          | 0          | -                              | 0                              | 0                              | 30    | 1     |
| Sous-total            | Sous-total                  | Sous-total            | 202         | 8           | 18              | 0               | 0                 | 0                 | 0          | 0          | -                              | 0                              | 0                              | 220   | 8     |
| 1997-1998             | Germinal Ekeren             | Division 1            | 33          | 0           | 5               | 0               | 3                 | 0                 | 1          | 0          | C2                             | 4                              | 0                              | 46    | 0     |
| 1998-1999             | Germinal Ekeren             | Division 1            | 29          | 1           | 1               | 0               | 4                 | 0                 | 0          | 0          | C3                             | 3                              | 0                              | 37    | 1     |
| Sous-total            | Sous-total                  | Sous-total            | 62          | 1           | 6               | 0               | 7                 | 0                 | 1          | 0          | -                              | 7                              | 0                              | 83    | 1     |
| 1999-2000             | KAA La Gantoise             | Division 1            | 6           | 0           | 0               | 0               | 1                 | 0                 | 0          | 0          | -                              | 0                              | 0                              | 7     | 0     |
| Sous-total            | Sous-total                  | Sous-total            | 6           | 0           | 0               | 0               | 1                 | 0                 | 0          | 0          | -                              | 0                              | 0                              | 7     | 0     |
| 2000-2001             | KFC Verbroedering Geel      | Division 2            | 33          | 1           | 3               | 0               | 0                 | 0                 | 0          | 0          | -                              | 0                              | 0                              | 36    | 1     |
| Sous-total            | Sous-total                  | Sous-total            | 33          | 1           | 3               | 0               | 0                 | 0                 | 0          | 0          | -                              | 0                              | 0                              | 36    | 1     |
| 2001-2002             | Overpelt Fabriek            | Division 3            | 26          | 0           | 0               | 0               | 0                 | 0                 | 0          | 0          | -                              | 0                              | 0                              | 26    | 0     |
| 2002-2003             | Overpelt Fabriek            | Division 3            | 26          | 3           | 3               | 0               | 0                 | 0                 | 0          | 0          | -                              | 0                              | 0                              | 29    | 3     |
| Sous-total            | Sous-total                  | Sous-total            | 52          | 3           | 3               | 0               | 0                 | 0                 | 0          | 0          | -                              | 0                              | 0                              | 55    | 3     |
| 2006-2007             | Verbroedering Meerhout      | Division 3            | 3           | 0           | 0               | 0               | 0                 | 0                 | 0          | 0          | -                              | 0                              | 0                              | 3     | 0     |
| 2007-2008             | Verbroedering Meerhout      | Promotion             | 28          | 2           | 3               | 0               | 0                 | 0                 | 0          | 0          | -                              | 0                              | 0                              | 31    | 2     |
| 2008-2009             | Verbroedering Geel-Meerhout | Promotion             | 28          | 0           | 1               | 0               | 0                 | 0                 | 0          | 0          | -                              | 0                              | 0                              | 29    | 0     |
| 2009-2010             | Verbroedering Geel-Meerhout | Promotion             | 29          | 0           | 1               | 0               | 0                 | 0                 | 0          | 0          | -                              | 0                              | 0                              | 30    | 0     |
| Sous-total            | Sous-total                  | Sous-total            | 88          | 2           | 5               | 0               | 0                 | 0                 | 0          | 0          | -                              | 0                              | 0                              | 93    | 2     |
| Total sur la carrière | Total sur la carrière       | Total sur la carrière | 443         | 15          | 35              | 0               | 8                 | 0                 | 1          | 0          | -                              | 7                              | 0                              | 494   | 15    |